# Mirosternus punctatissimus
Mirosternus punctatissimus är en skalbaggsart som beskrevs av Perkins 1910. Mirosternus punctatissimus ingår i släktet Mirosternus och familjen trägnagare. Inga underarter finns listade i Catalogue of Life.